# Acuecucyoticihuati

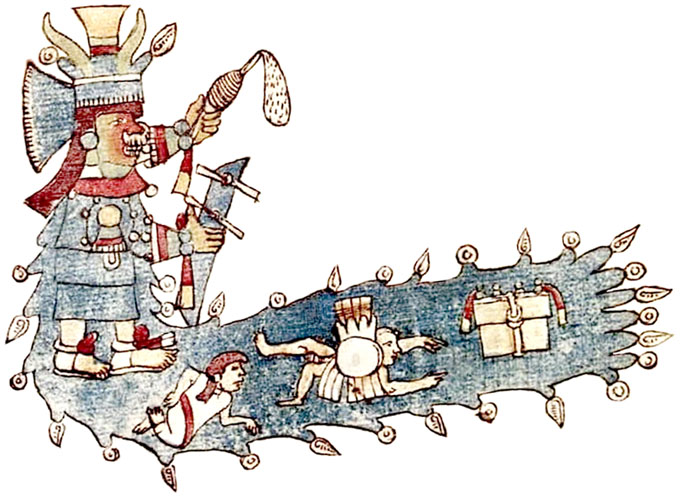
Chalchiuhtlicue

Chalchiuhtlicue [trad."(Colei che indossa una) sottana-di-giada"; pron."Cialciutlicue"] era la dea di tutte le acque terrestri. 
Stando all"Historia de los mexicanos por sus pinturas", del francescano Andrés de Olmos, fu lei a presiedere il "Quarto Sole", ossia la quarta era del cosmo, per ben 312 anni. Dopo tale periodo la dea scatenò il diluvio, che sommerse le terre e fece crollare i cieli, e che tramutò ogni abitante della superficie terrestre nelle diverse specie di pesci conosciute.
Suo sposo era il dio Tlaloc e suo figlio Tecciztecatl.